# Vardaman
Vardaman è una città (town) degli Stati Uniti d'America, situata nella contea di Calhoun, nello Stato del Mississippi.